# Негомір (комуна)
Негомір (рум. Negomir) — комуна у повіті Горж в Румунії. До складу комуни входять такі села (дані про населення за 2002 рік):
- Артану (769 осіб)
- Бохорел (81 особа)
- Валя-Рачилор (120 осіб)
- Кондеєшть (408 осіб)
- Негомір (659 осіб)
- Нучету (376 осіб)
- Орзу (216 осіб)
- Палтіну (319 осіб)
- Рач (194 особи)
- Урсоая (810 осіб)

Комуна розташована на відстані 235 км на захід від Бухареста, 23 км на південь від Тиргу-Жіу, 75 км на північний захід від Крайови.

## Населення
За даними перепису населення 2002 року у комуні проживали 3952 особи, усі — румуни. Усі жителі комуни рідною мовою назвали румунську.
Склад населення комуни за віросповіданням:
| Релігія                                       | Кількість осіб | Відсоток |
| --------------------------------------------- | -------------- | -------- |
| православні                                   | 3851           | 97,4%    |
| п'ятдесятники                                 | 85             | 2,2%     |
| бретрени                                      | 11             | 0,3%     |
| реформати                                     | 1              | < 0,1%   |
| лютерани (Синодально-пресвітеріанська церква) | 1              | < 0,1%   |